# Château de Fresney-le-Puceux
Le château de Fresney-le-Puceux est un château situé dans la commune éponyme, dans le département du Calvados. La bâtisse, caractéristique de l'architecture du XVIe siècle, après avoir été en danger en particulier dans la première moitié du XXe siècle, fait l'objet d'une restauration attentive depuis le début des années 1980 et est classée monument historique.

## Localisation
Le château est situé à environ 15 km au sud de Caen, à proximité du Cinglais.

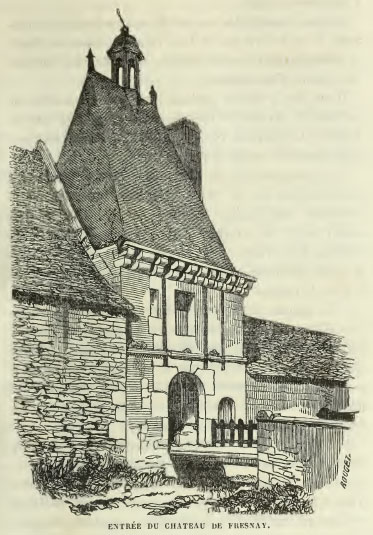

## Historique
Fresnay le Puceux fut un fief de la Maison d'Harcourt, branche de Beuvron, dont la descendance conserva le château jusqu'en 1837.
La construction du château est généralement attribuée, dans les années 1580, à Pierre de Harcourt, marquis de Beuvron, maréchal de camp, mort en 1627, et à son épouse, Gilonne de Goyon-Matignon, fille de Jacques II de Goyon Matignon, maréchal de France, qui fit construire, selon une conception similaire, le château de Torigny sur Vire.
Pierre de Harcourt était le fils de Guy de Harcourt et Marie de Saint-Germain.
Le domaine passe à son fils Jacques d'Harcourt, marquis de Beuvron, gouverneur des ville et château de Falaise, puis à la fille de celui-ci, Gilonne d'Harcourt (1619 - 1699).
Sa fille Marie de Brouilly épouse le comte de Guerchy, dont un descendant hérite de Fresney au XVIIIe siècle.
Il appartient alors à Claude Louis François Régnier de Guerchy, lieutenant-général des armées du Roi, ambassadeur à Londres (1715-1767), puis à sa fille, Antoinette Marie de Régnier de Guerchy (1748-1837), épouse de Joseph Louis Bernard de Cléron d'Haussonville, à la mort de laquelle il est vendu pour la première fois.
Il est acheté par Charles Pierre Paul Paulmier, député, puis sénateur du Calvados, président du conseil-général (1811-1887). Ses enfants le vendent en 1905 et il passe ensuite de mains en mains.
Peu entretenu au XXe siècle, il bénéficie d'une importante campagne de restauration et de remise en valeur, à la suite de sa revente, en 1982.

## Architecture
Les bâtiments de l'édifice s'organisent autour d'une vaste cour de plan trapézoïdal, dont le château occupe un côté, face au pavillon d'entrée.
Cette cour est entourée de douves sèches, qui séparaient le château de ses jardins.
Le château se compose d'un long corps de logis autrefois cantonné, à chacune de ses extrémités, par un massif pavillon surmonté d'un haut comble en ardoise.
L'un des deux pavillons est tombé en ruines au XIXe siècle, faute d'entretien, et a aujourd'hui complètement disparu.

### Protection
L'ensemble des bâtiments subsistants sont classés au titre des monuments historiques, depuis un arrêté du 9 octobre 1930.

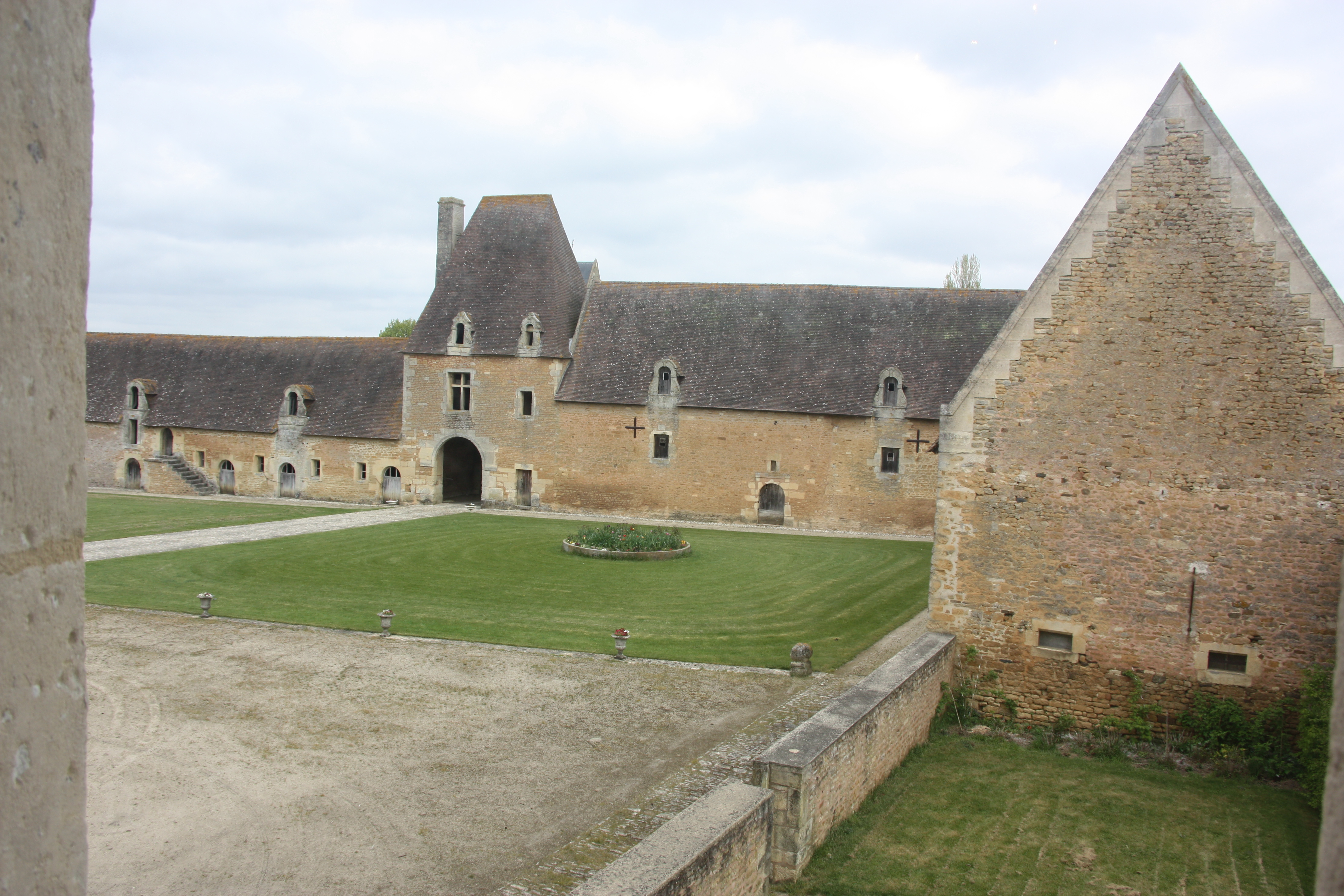
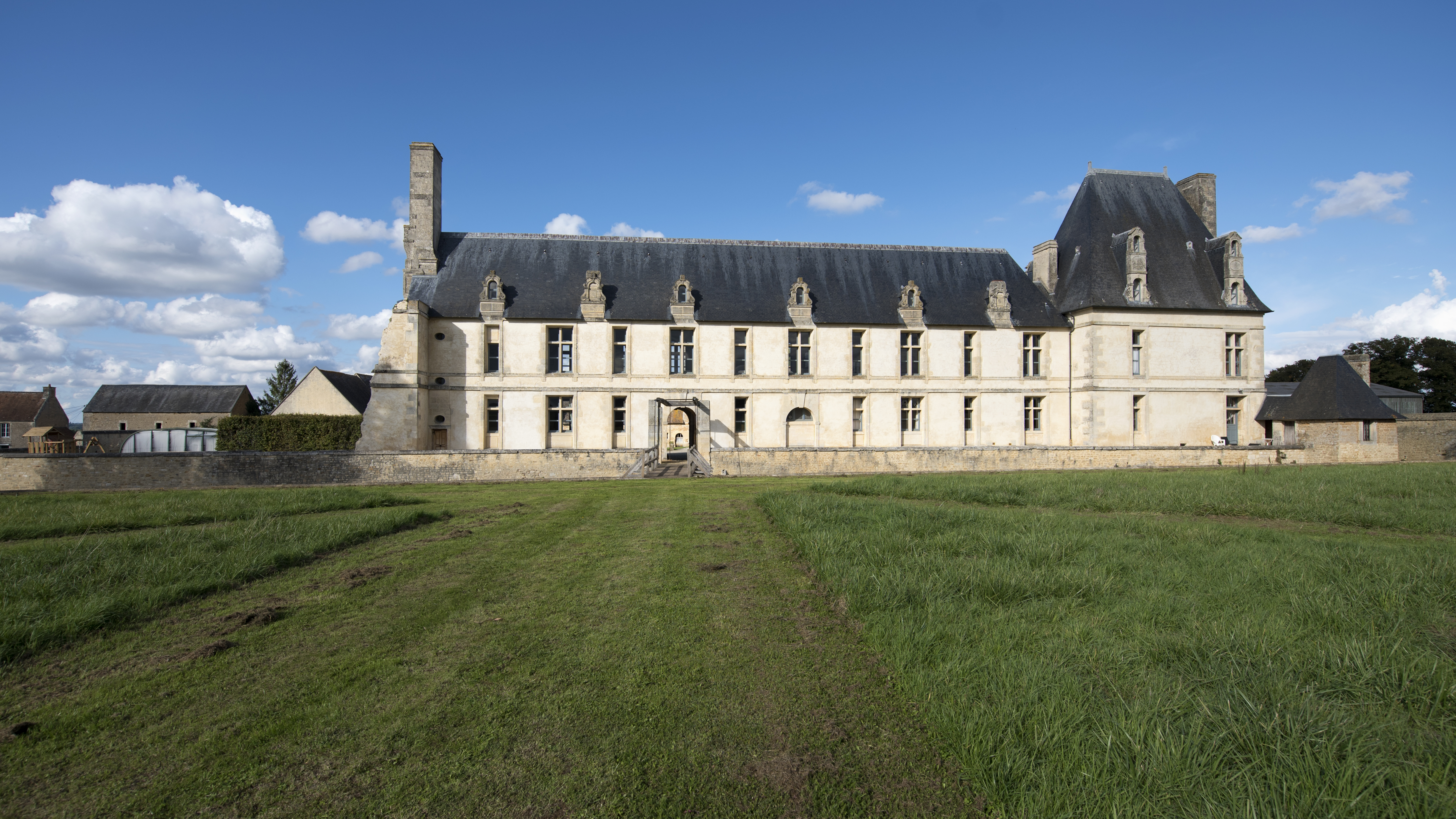
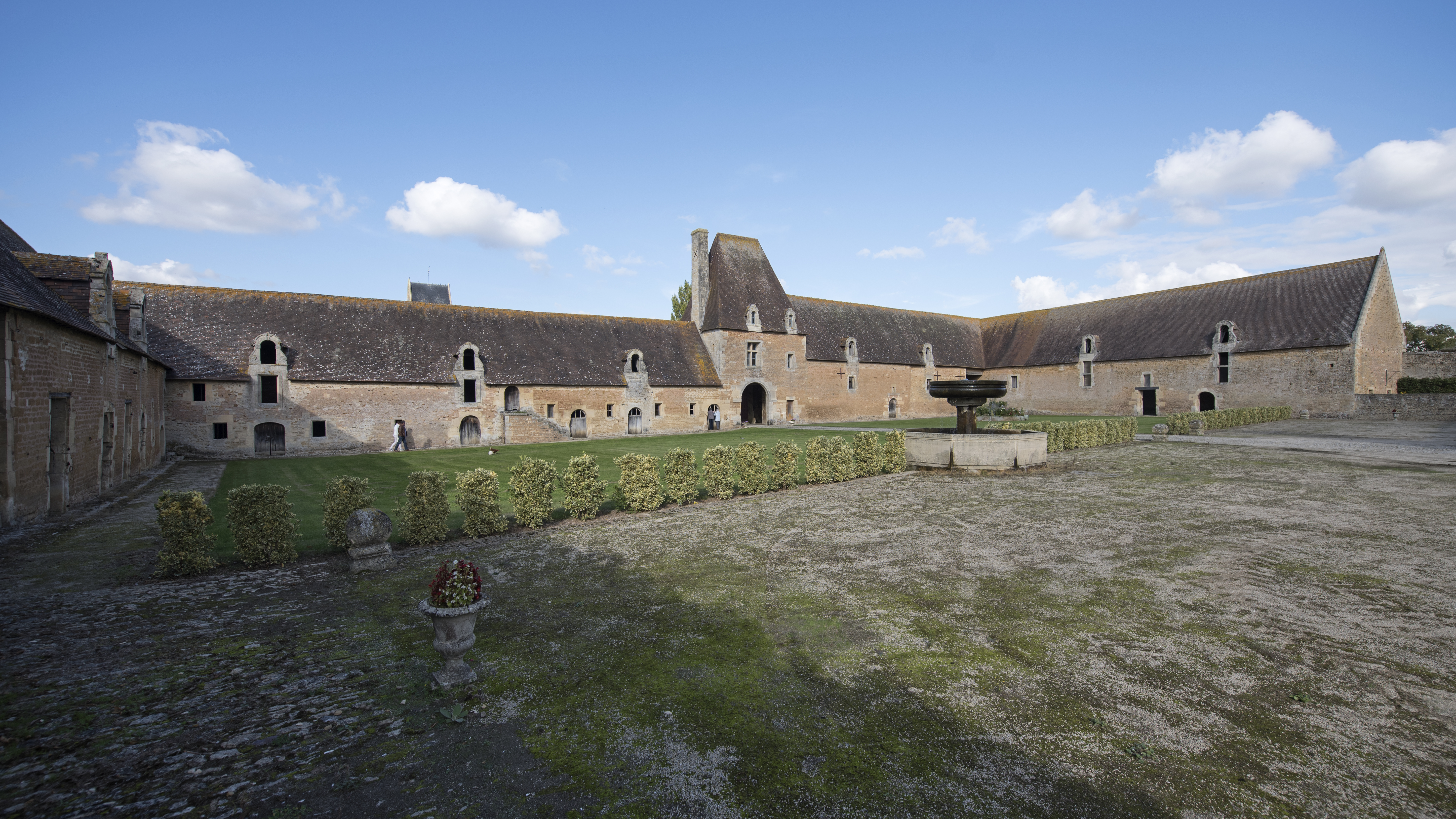
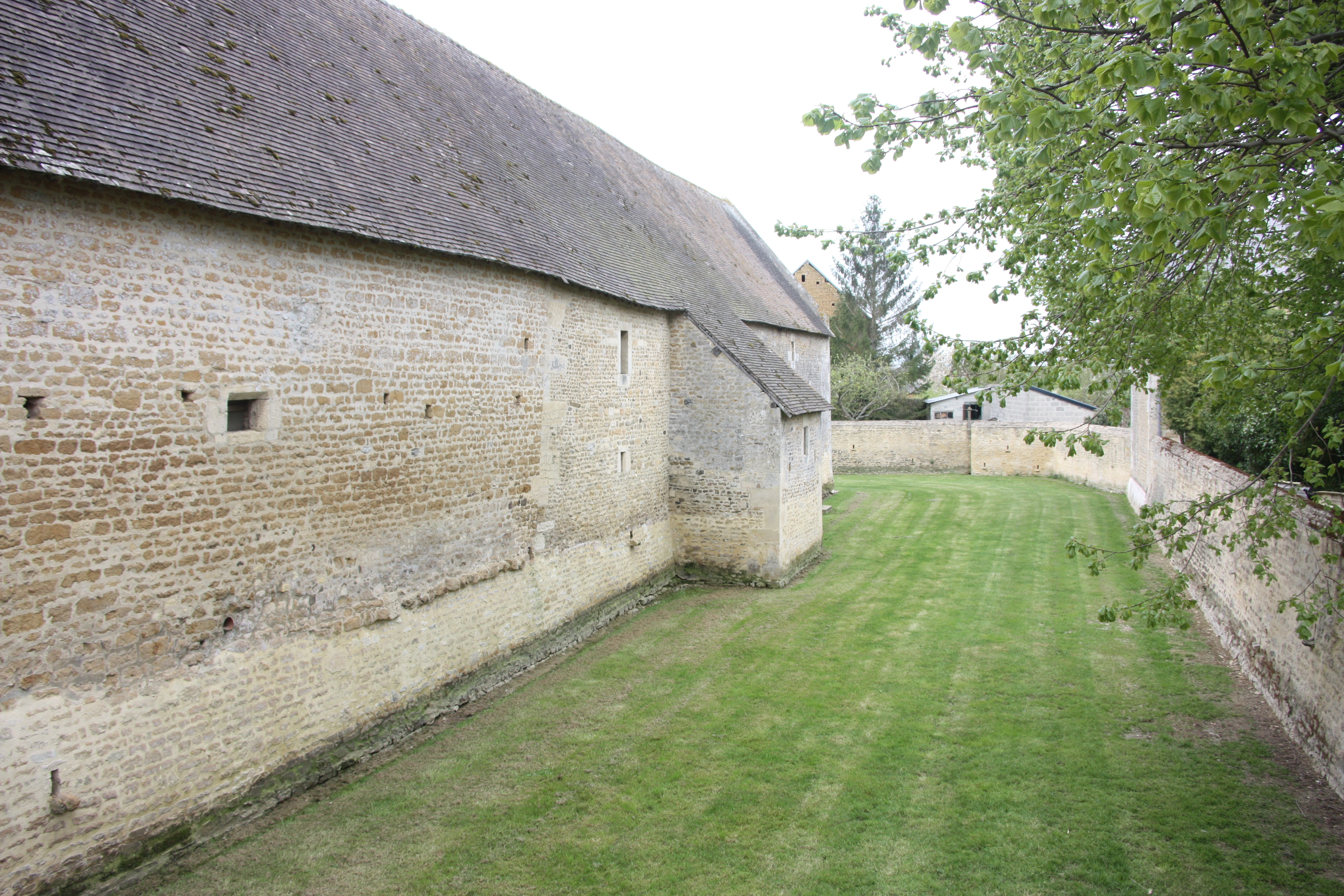
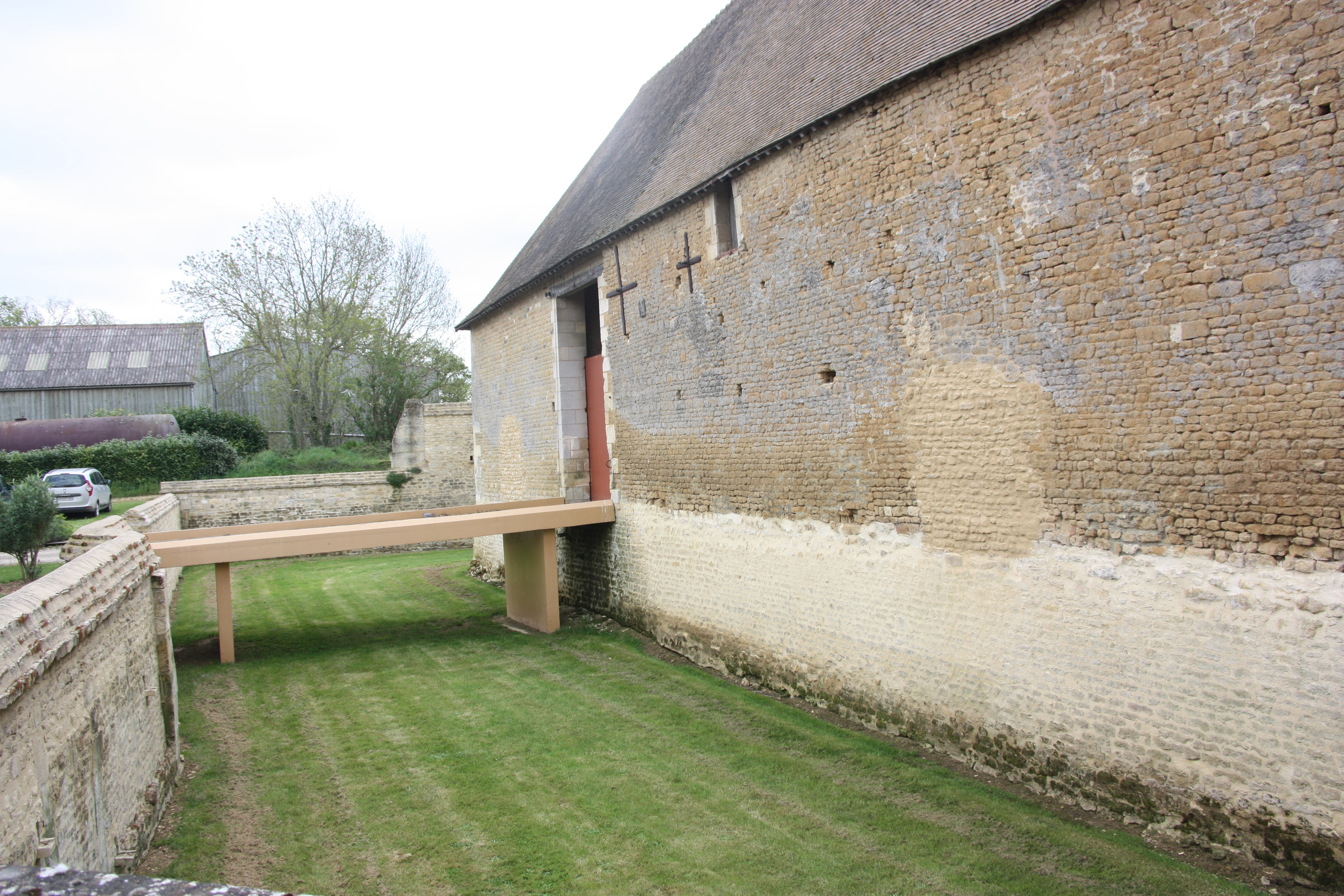